# Logic Pro

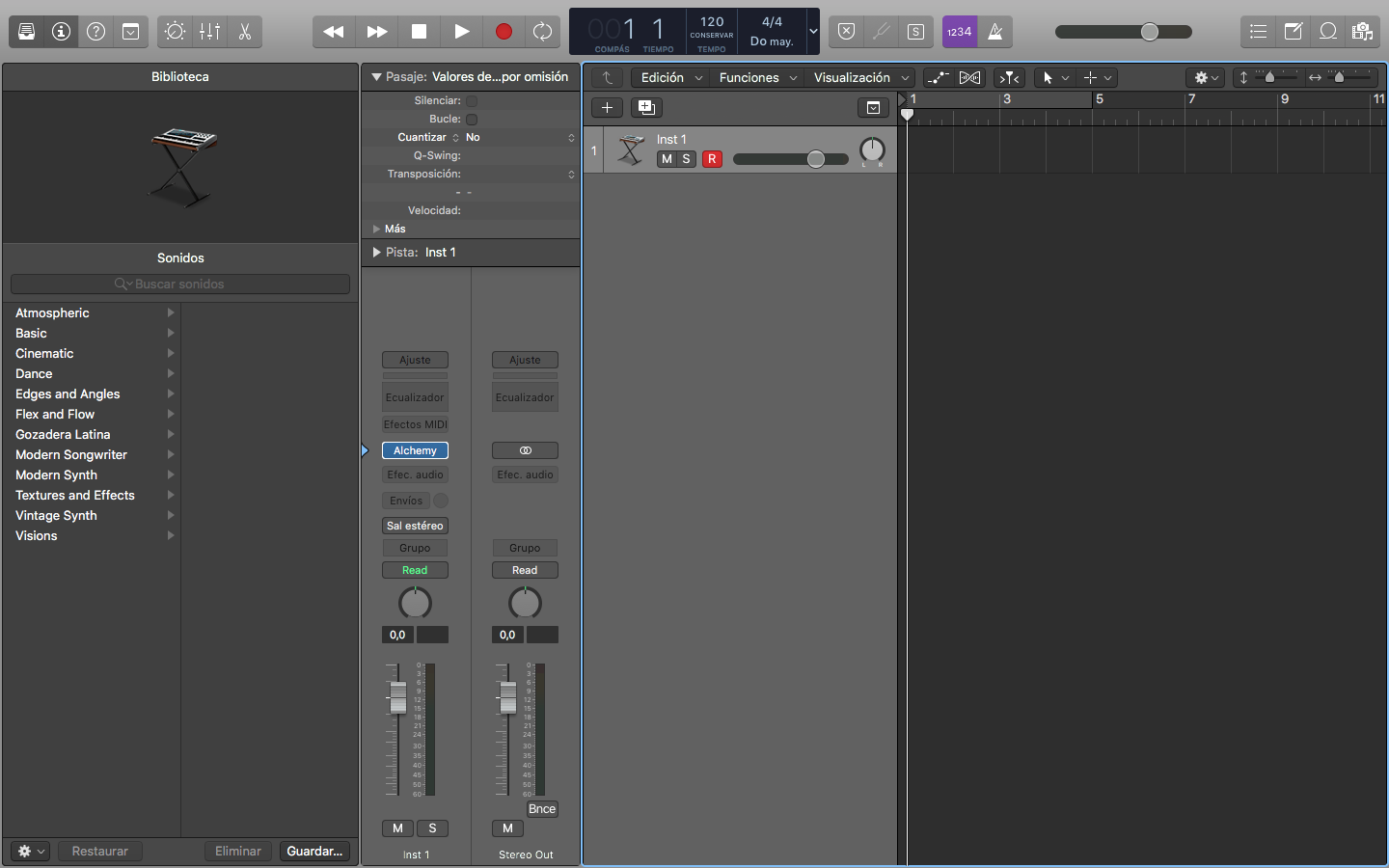
Screenshot Logic pro X

Logic Pro é um programa de computador, do tipo shareware, de edição de partituras e um DAW para a plataforma Mac OS X. Sendo considerado um dos editores de partitura mais populares para computador.

## História
Originalmente criado por desenvolvedores do software Emagic, o Logic Pro se tornou um novo produto quando a Apple comprou a Emagic em 2002. O Logic Pro é parte do pacote Logic Studio aplicações para estúdio profissional de música.
Existe uma versão baseada na mesma interface de áudio e motor, mas com recursos e custos reduzidos, chamado Logic Express. O GarageBand, também da Apple Inc., uma outra aplicação usando motor de áudio do Logic Pro, é distribuído junto com a suíte iLife, uma suíte de software que vem incluída em qualquer novo computador da Apple Inc.

## Logic Pro X
Lançado em 16 de julho de 2013, é a versão atual do programa. É distribuído na Mac App Store por US$ 199.

## Logic Remote
Logic Remote é um aplicativo separado produzido para uso em iPads, tornando possível o controle do programa e sua utilização. É distribuído na App Store gratuitamente.